# Lože, Vipava
Lože so naselje v Občini Vipava

## Prebivalstvo
Etnična sestava 1991:
- Slovenci: 189 (96,9%)
- Jugoslovani 5 (2,6%)
- Hrvati: 1